# Митрополит шумадијски Јован
Јован (световно Јован Младеновић; Добраче, код Ариља, 11. септембар 1950) је архиепископ крагујевачки и митрополит шумадијски. Бивши је епископ западноамерички (1994—2002) и викарни епископ тетовски (1993).
Године његове службе обележили су уређење црквених општина у Северној Македонији и западној Америци као и завршавање радова на храмовима широм Шумадије.

## Биографија
Јован Младеновић, Епископ шумадијски од 1. септембра 2002. године, рођен је 11. септембра 1950. године у селу Добрачама код Ариља, од оца Радојка и мајке Стане, рођене Караклајић. Родитељи Владике Јована изродили су четрнаесторо деце и припадали су богомољачком покрету Владике Николаја (Велимировића). У кући Младеновића живело се строгим хришћанским животом и свако јутро и вече протицало је у заједничким молитвама. Недељни и празнични одлазак на Литургију у оближњи Светоархангелски манастир Клисуру био је обавезан за већи део породице.
На позив игумана манастира Клисуре Касијана, после учешћа у Литургији на Богојављење, Јован привремено остаје у манастиру, да би потом, постао, са једанаест година, ђак-искушеник у Клисури. Пре тога, у родном селу, завршава основну школу. Након девет месеци проведених у манастиру Клисури, у децембру 1963. године прелази у манастир Студеницу. Непосредно пре тога, Епископ жички др Василије (Костић) (1961-1978) за старешину студеничке лавре поставља игумана манастира Раче Јулијана (Кнежевића) и од братстава Раче на Дрини, Вујна и Свете Тројице у Овчарско-кабларској клисусри ствара нову студеничку обитељ. У студеничком братству наћи ће се и теолошки образован јеромонах Симеон (Василијевић), потоњи духовник, уз оца Јулијана, Јована (Младеновића). Уз ова два угледна духовника и уз мошти студеничких светитеља – Симеона Мироточивог, Симона монаха, Првовенчаног краља Стефана и Свету Анастасију Српску, узрастаће млади искушеник из Добрача.
У периоду од 1967. до 1969. године похађа прву послератну Монашку школу Српске православне Цркве у манастиру Острогу. Свршивши ову школу с одличним успехом, одлази на одслужење војног рока у словеначки градић Випаву.
Током Светле седмице 1971. године искушеник Јован бива замонашен, са истим именом, и уведен у ред свештенослужитеља: Епископ жички Василије у манастиру Студеници 24. априла искушеника Јована монаши, да би га сутрадан, 25. априла (у Недељу антипасхе) рукоположио у чин ђакона. Истовремено, постао је сабрат студеничке обитељи. Упоредо са манастирским обавезама, постаје ванредни ученик Богословије Светог Саве у Београду. Током школовања у београдској Богословији, бива 29. јула 1973. године рукоположен од владике Василија жичког у чин презвитера – јеромонаха.
Следеће, 1974. године завршава Богословију у Београду са одличним успехом.
Током студирања на Богословском факултету Српске православне Цркве у Београду, који уписује, по благослову Епископа жичког Василија, 1976. године и завршава у року, слуша предавања и на Одељењу за историју Филозофског факултета Универзитета у Београду. У међувремену, био је намесник студеничког манастира и заменик игуманима Јулијану и Симеону.
На једногласни предлог манастирског братства, а по одлуци Епископа жичког Стефана (Боце), уведен је у трон игумана студеничких 25. јула 1980. године. На тој дужности непрекидно ће се налазити до 1993. године, када је изабран за епископа. Владика Стефан жички одликоваће га свим монашким чиновима, 1983. синђелским, 1986. године протосинђелским, да би 1989. године постао архимандрит.
Игуман студенички Јован (Младеновић) вишеструко је, током управљања Студеницом, унапредио, како унутрашњу организацију обитељи, саображњавајући је идеалима Суденичког типика Светог Саве, тако и утицај ове Мајке свих српских цркава на шира духовна и друштвена питања – и то по угледу на немањићко време. Манастир у којем је поникла наша духовност, писменост, уметност, наука, медицина, поново постаје стециште и покровитељ српске научне и интелектуалне елите, чијим представницима је домаћин, игуман Јован, омогућено да под њеним окриљем истражују и промишљају најважнија питања културне прошлости и садашњости. Нарочито су били чести важни теолошки и научни симпосиони на којима учествују најугледнији инострани и домаћи научници. На тим темељима је током 1986. године организована и прослава осамстогодишњице постојања Студенице са више стотина хиљада учесника. Многи верски, научни и културни скупови у славу великог јубилеја првопрестолног српског манастира које организује студенички настојатељ, а били су везани за празновање и прослављање Светог Саве, Светог Симеона Мироточивог, Светог Симона монаха – Првовенчаног краља српског и почетак редовног заседања Светог архијерејског сабора СПЦ, уверили су велики део српског народа да ће важна питања његове егзистенције, која су се у тешким политичким приликама отварала, бити много лакше решавана ако више Српска православна Црква не буде искључивана из темеља националног идентитета. То је доба када почињу пуцати обручи комунизма и атеизма у Југославији и када наш народ на Косову спознаје које га све тешкоће очекују у борби за опстанак.
На редовном заседању Светог архијерејског сабора Српске православне Цркве 1993. године, 25. маја, игуман студенички архимандрит Јован бива изабран за Епископа тетовског, са свим правима епархијског архијереја, да би управљао свим епархијама Српске православне Цркве у бившој југословенској републици Македонији и викара патријарха српског Павла. У Богородичиној цркви манастира Студенице еписикопску хиротонију извршио је Патријарх српски Павле 25. јула 1993. године, на празник Чудотворне иконе Богородице тројеручице Хиландарске, уз учешће двадесет пет архијереја Српске православне Цркве.
Архипастирски рад у епрхијама у Македонији због несређених политичких прилика није му омогућен. Успео је да у тим епархијама оснује дванаест црквених општина и да постави три свештеника. Повремено одлази у манастир Светог Прохора Пчињског, како би остварио било какав контакт са својом паством. Али је зато остао запамћен његов допринос, као Патријарховог викара, да се у та немирна политичка времена на унутрашњем плану, Црква не укуључује у актуелне световне размирице, већ да кроз поруке љубави и служења народ сједињује у Богочовеку Господу Исусу Христу наговештавајући који је истински путоказ Царству небеском. Истовремено, Владика тетовски Јован води харитативну делатност Српске Цркве и организује заживљавање народних кухиња, уз укључивање међународних хумантитарних организација (КЕК – Conference of European Churches) и наших свештеника из иностранства као што је протојереј Драшко Тодоровић из Цириха, преко којих су потребити добијали три и по хиљаде оброка дневно.
Чланови Светог архијерејског сабора Српске православне Цркве на мајском заседању 1994. године Епископа тетовског Јована бирају за Архијереја Западноамеричке епархије. Устоличење је у Саборном храму Светог Стефана Првовенчаног у Алхамбри (Лос Анђелес, Калифорнија) 18. септембра 1994. године извршио Патријарх српски Павле, уз учешће Митрополита средњезападноамеричког Христофора, дотадашњег администратора Западноамеричке епархије, Епископа жичког Стефана, Епископа канадског Георгија, Епископа источноамеричког Митрофана, Епископа Тихона из Америчке православне Цркве и архимандрита Јулијана Студеничког.
Током осмогодишњег архипастирског деловања на трону западноамеричких Епископа, владика Јован је основао девет нових парохија и обновио и изградио цркве у Мораги, Лос Анђелесу, Џексону, Јуџину... О заслузи у заживљавању Православља у Америци сведочи и то да је Епископ Јован основао, односно под јурисдикцију Српске Цркве увео два врло угледна манастира, Светог Германа Аљаског у Платини и Светог Пајсија (Величковског) у Аризони и још три манастирска скита. Оставио је у Сједињеним Америчким Државама око шездесет монаха и монахиња, а да у њима нема ни капи европске, а камоли словенске крви и то је оно што је препородило Западноамеричку епархију. Многи свештеници и монаси из Америке и данас су духовно везани са својим бившим Владиком, кога често посећују у Шумадији. Ово монаштво данас даје активни допринос све израженијој улози Православља у духовном животу Америке. Нарочито је битна њихова издавачка делатност, јер се књиге објављене под окриљем ова два манастира сматрају врхунским делима православног богословља. На велики одјек међу верницима и у ширим богословским круговима Америке наишло је издање на енглеском језику Пролога владике Николаја (Велимировића), у преводу јеромонаха Тимотеја Тепшића, а које је штампао западноамерички Епископ Јован. У овај Епархији, Владика Јован се нарочито старао да модерна технолошка достигнућа, као што су електронски медији, карактеристична за развијена друштва, буду у функцији ширења Благе вести Господа нашега Исуса Христа. Тако је обезбедио да путем радио програма и интернет презентације пастирска православна реч буде лако доступна свим верницима на целој територији ове врло простране архидејецезе. Као Епископ западноамерички био је члан делагације Српске Цркве на освећењу обновљеног храма Христа Спаситеља у Москви.
Након избора за Епископа шумадијског на редовном заседању Светог архијерејског сабора Српске Цркве 2002. године, трећи Епископ шумадијки постаје 1. септембра исте године, када је у крагујевачкој Светоуспенској Саборној цркви устоличен од стране Епископа зворничко-тузланског Василија, администратора Шумадијске епархије.
У периоду од 2004. до 2006. године, од 2011. до 2014. био је члан Светог архијерејског синода Српске православне Цркве. Ову дужност Епископ шумадијски обавља и у периоду од 2018. до 2021. године.
У пролеће 2006. године предводио је делегацију Српске Цркве у посети Уједињеним нацијама и Сједињеним Америчким Државама у настојању што повољнијег разрешења статуса Косова и Метохије. По истом задатку путовао је у Брисел и Немачку. Представљао је нашу Цркву на многим важним црквеним скуповима; тако је, на пример, у новембру 2005. године био на челу делегације која је учествовала у устоличењу јерусалимског Патријарха Теофила III. Значајни су и његови мисијски боравци, у име Српске православне Цркве, у Аустралији, у пратњи Патријарха Павла, у манастиру Хиландару и међу православним верницима у Јужној Африци.
Био је домаћин и организатор прослављања важних јубилеја за Српску Цркву и државу, као што су двестогодишњица подизања Првог српског устанка (Орашац 2004. године), два века оснивања прве српске владе – Правитељствујушчег совјета у манастиру Вољавчи 2005. године и шестогодишњице заснивања манастира Каленића октобра 2008. године, седам векова манастира Тресија 2009. године, шестогогодишњице манастира Павловца 2017. године.
Основно начело којег се Владика Јован држи током архипастировања у Цркви Божијој у Шумадији јесте служење и обнова – а не реформа – литургијског и светотајинског живота. Настоји да се Црква приближи народу Божијем, да му пренесе своје Живо предање, да му пружи правилно поимање Цркве као заједнице Бога, анђела и светитеља – људи. У том смислу, током готово свакодневног служења свете Литургије и поучавања учесника евхаристиских сабрања, залаже се да се правослана духовност међу верницима схвата у еклисиолошким димензијама, у контексту литургијског опита и искуства, који се поистовећују са евхаристијским сједињењем са Телом и Крвљу Господа Исуса Христа.
На идејама да монаштво није нека историјска, случајна и пролазна установа, већ да је оно дубоко искуство живота Цркве и истинска заједница која се остварује кроз Евхаристију и кроз начела подвига и послушности, Епископ Јован шумадијски унапређује и обнавља монашки живот у својој Епархији. Основао је више нових манастира, са знатним бројем нових монаха, монахиња, искушеника и искушеница, на пример Брезовац, Ћелије код Лазаревца, Прерадовац, Петковицу, Пиносаву, Манастирак, док је у многим постојећим обновио општежитељно уређење саображено древној монашкој пракси – у манастиру Светог Луке у Бошњану, Јошаници, Денковцу, Саринцу, Дивостину.
Изградња и обнова цркава и других парохијских здања обавља се, током ових седам година, у готово свакој црквеној општини Епархије. Тамо где се не зида нова црква и парохијски дом, или црквена сала, поставља се нови иконостас или живопис у храму, зида капела за паљење свећа, звоник, чесма у порти... Тако је још више унапређена обимна грађевинска делатност, започета у врме предстојавања Шумадијском епархијом Владике Саве (Вуковића) (1997-2001). Владика Јован је у периоду од 2002 до 2020. године освештао више од деведесет новизграђених и потпуно обновљених парохијских храмова. А за више од педесет богомоља од којих су неке и завршене, освештао је темеље у периоду од 2002. до 2020. године. У сваком архијерејском намесништву освештани су нови парохијски домови, црквене сале, иконостаси, зидни живописи, чесме, палионице свећа. Пратећи потребе верника, основао је ново, Лепеничко архијерејско намесништво, док је у више парохија извршио арондацију и регулацију, да би се омогућио присније однос свештенства са народом. Епископ Јован сваку канонску посету парохијама Епархије користи да истакне како ће новосаграђене цркве и домови, ако не буду испуњени народом Божијим сабраним у заједницу по љубави, ради духовног уздизања, бити само пролазни споменици гордости и сујете. Одмах након доласка у Шумадијску епархију извршио је генералну обнову Саборне цркве у Крагујевцу, подигао је нов Владичански двор и извршио је генерално обнову и реконструкцију административних просторија Епархије шумадијске.
Брига о свештеничком подмлатку такође има приоритет у архипастирском деловању Епископа Јована. То се најпре види кроз духовни надзор над радом Богословије Светог Јована Златоустог у Крагујевцу која је постала једно од најугледнијих богословских училишта у нашој помесној Цркви. Епископ, колико то могућности дозвољавају, стара се и о материјалном издржавању ове школе, нарочито последњих неколико година, када су друге црквене институције занемариле ово питање. Значјна средства Шумадијска епархија издваја и за стипендирање студената на високошколским богословским установама и сада међу клирицима има доста кандидата који су стекли највиша академска звања теолошких наука. Имајући на уму изузетно тепке последице које у нашем народу наноси аркоманијау Брајковцу надомак Лазаревца, у оквиру пројекта Земља живих, од 2008. године, Владика Јован је формирао једну заједницу центра за духовну рехабилитацију и ресоцијализацију бивших зависника. У овој заједници, од априла 2008. године до 2020. године, прошло преко 500 бивших зависника који су кроз светотајински и световрлински живот Цркве настојали да достигну преумљење и постану корисни чланови друштва.
Првојерарх Цркве Божије у Шумадији у времену од 2002. до 2020. године рукоположио је у ђаконски и презвитерски чин преко стошездесет кандидата, а није занемарљив ни број искушеника и искушеница који су благословом Владике Јована примили монашки постриг. Увео је праксу духовног и практичног припремања, под личним надзором, кандидата за рукоположење. На пример, пред рукоположење обрађују поједине теме из пастирског богословља, што се показало врло делотворним за бољи рад у парохијама. У домену бриге о свештенству јесте и развијање специјалних епархијских фондова ради побољашања њиховог социјалног статуса. И вођење рачуна о достојности и богословско-духовној спремности многобројних вероучитеља у школама на подручју Епархије важан је, и чини се успешан, делокруг рада Епископа шумадијског Јована.
Придаје велику пажњу издавању и штампању богословских књига и часописа. Издавачка установа Епархије Каленић објавила је више десетина нових богословских књига, међу којима многе представљају велики допринос теолошкој науци. Обезбедио је и услове да епархијски лист Каленић несметано и редовно излази више од четири деценије. Стара се и о врло успешној интернет презентацији црквеног живота у парохијама Епархије, односно богословско-пастирских поука. Радио Златоусти, који је као епархијски радио почео да емитује програм на Петровдан 2009. године, старањем и благословом Епископа Јована, имаће за циљ да на још пријемчивији и модернији начин слушаоцима пласира високе животне и етичке вредности Хришћанства.
У периоду од 2010. до 2011. године Владика Јован је обављао дужност Администратора Епархије крушевачке, од 2012. до 2014. године, Владика Јован је обављао дужност Администратора Епархије жичке, док дужност Администратора Архиепископије београдско карловачке je обављаo од децембра 2020. године. до избора патријарха Порфирија. 
Поред ових дужности Епископ шумадијски Господин Јован је у периоду од 2014. до 2018. године обављао и дужност Епископа војног, док се од 2018. године, налази на месту председника Комисије за праћење и реализацију пројеката и радова унутрашњости Спомен-храма Св. Саве на Врачару.
Владика Јован шумадијски познат је по врло добрим и искреним односима које успоставља са многим чиниоцима друштвеног живота у Епархији и целој Србији – државним институцијама, политичарима (без обзира на припадност), привредницима, научним и културним установама и посленицима, уметницима. Епископ шумадијски Јован (Младеновић) аутор је више богословско-пастирских радова који су објављени у штампаним и електронским црквеним публикацијама.